# Bikini Kill
Bikini Kill és una banda punk nord-americana, enquadrada dins del moviment Riot Grrrl. Es va fundar a Olympia a finals dels anys vuitanta i va desaparèixer el 1998.

## Biografia
Bikini Kill es forma a finals dels anys vuitanta a la Universitat d'Evergreen, a Olympia, per les llavors estudiants, Kathleen Hanna, Tobi Vail i Kathi Wilcox. Totes elles havien participat en diferents fanzins feministes i tocaven juntes en un grup anomenat Jigsaw. Aviat van crear un fanzín anomenat Riot Grrrl, que donaria nom al moviment. Finalment, van formar Bikini Kill i per tal de completar la formació, criden el guitarrista Billy Karren, conegut com a Billy Boredom.
El grup es va caracteritzar per la seva potència i agressivitat a l'hora de tocar, formant part de l'inici d'un moviment denominat Riot Grrrl, duent per bandera el tema feminista. Per exemple, en les seves presentacions, permetien que alguna dona del públic prengués el micròfon i comentés l'abús sexual (o d'altre tipus) que havia rebut. Després de gairebé més de vuit anys de vida, la banda finalment es dissol el 1998.
A la primavera del 1991 varen treure la casset Revolution Girls Style Now! gravat per Yo-Yo Studios. El 2 d'octubre de 1992 publiquen l'EP Bikini Kill EP en vinil, amb sis cançons gravades amb l'ajuda d'Ian MacKaye (membre de Minor Threat i Fugazi). Al març de 1993 apareix Yeah yeah yeah yeah, un EP gravat a Kill Rock Stars i Catcall Records amb l'ajuda de Hussy Bear, una altra banda feminista. Posteriorment, seguiran l'LP Pussy Wippet (1994) i Reject All American (1996) també gravats amb Kill Rock Stars.

## Discografia

### Àlbums
- Revolution Girl Style Now! (1991)
- Bikini Kill EP a Kill Rock Stars (1991)
- Yeah Yeah Yeah Yeah (1993)
- Pussy Whipped (1994)
- Reject All American (1996)

### Singles
- New Radio/Rebel Girl (1993)
- The Anti-Pleasure Dissertation(1994)
- I Like Fucking/I Hate Danger (1995)